# Осима, Такуто
Такуто Осима (яп. 大島 拓登; род. 1 июня 1998, Хираката, Осака) — японский футболист, полузащитник польского клуба «Краковия».

## Карьера

### Начало карьеры
Футбольную карьеру начал в средней школе Сёнан при Университете Риссё, откуда потом поступил в Университет Фукуока. В марте 2019 года футболист перешёл в клуб Осака. В сентябре 2019 года футболист перешёл в японский клуб «Аваджишима». Зимой 2020 года футболист покинул клуб в качестве свободного агента. В августе 2020 года присоединился к словацкому клубу «Друзстевник», за который по ходу сезона отличился 4 забитыми голами.

### «Земплин»
В январе 2021 года футболист отправился в аренду в словацкий клуб «Земплин» из Фортуна Лиги. Дебютировал за клуб 14 февраля 2021 года в матче против клуба «Погронье». Дебютный гол за клуб забил 15 мая 2021 года в матче против клуба «Середь». Футболист быстро закрепился в основной команде клуба, проведя 14 матчей во всех турнирах и отличившись 2 забитыми голами и результативной передачей.
В июле 2021 года футболист перешёл в клуб на полноценной основе. Первый матч в сезоне сыграл 25 июля 2021 года в матче против клуба ДАК 1904. Первый в сезоне гол за клуб забил 14 августа 2021 ода в матче против братиславского «Слована». На протяжении всего сезона футболист был одним из лидеров клуба. Всего в свой актив записал 2 забитых гола и 2 рехультативные передачи. По окончании сезона покинул клуб.

### «Краковия»
В июле 2022 года футболист перешёл в польский клуб Краковия, с которым подписал контракт, рассчитанный на 2 года. Дебютировал за клуб 18 июля 2022 года в матче против клуба «Гурник», выйдя на замену на 66 минуте. Затем футболист быстро закрепился в основной команде, став ключевым опорным полузащитником. Дебютный гол за клуб забил 2 апреля 2023 года в матче против клуба «Видзев». По итогу сезона футболист закончил чемпионат на седьмом итоговом месте, отличившись за клуб забитым голом и 2 результативными передачами.
Новый сезон футболист начал с матча 22 июля 2023 года против мелецкой «Стали», выйдя на поле в стартовом составе и отличившись первой в сезоне результативной передачей.